# Antoine Saout
Antoine Saout, né le 26 juin 1984 à Morlaix (Finistère), est un joueur de poker français.
cousins : Stéphane Saout, Frédéric Saout, Laurence Saout, Éric Uguen, David Uguen, Dominique Saout, Morgan Saout

## Parcours
En avril 2007, Antoine Saout commence à jouer au poker sur Internet, après une année à l'école nationale supérieure d'informatique pour l'industrie et l'entreprise, sous le pseudo de « tonio292 ». Environ un an et demi plus tard, il s'y consacre à plein temps. Il fait ses armes au casino de Plouescat (Finistère). Fin 2008, il décide de jouer des tournois live. Il se qualifie sur la salle en ligne d'Everest Poker pour plusieurs tournois dont le Main Event des World Series of Poker.
En juillet 2009, pour son 8e tournoi en live, il décroche sa place pour le November Nine (en), la table finale du Main Event des WSOP 2009 qui a lieu le novembre 2009, regroupant les neuf derniers concurrents encore en lice du tournoi.
En octobre 2009, il termine 7e du Main Event des WSOP Europe. Il perd sur un coin-flip contre Daniel Negreanu et gagne 114 228 £.
Le 7 novembre 2009, lors de la finale du Main Event des WSOP 2009, il finit 3e et remporte 3 479 485 $. Alors qu'il restait trois joueurs et étant chipleader, il suit le « tapis » (all in) de Joe Cada, le short stack de la table avec Q♠ Q♥, ce dernier ayant 2♠ 2♣. Cada touche un brelan sur un board 7♠ 2♦ 9♠ 3♥ 6♠, Saout perd la main et devient short stack à son tour. Possédant par la suite 8♠ 8♥, il fait « tapis » contre ce même joueur qui possède A♦ K♠ en main ; la malchance étant au rendez-vous, Saout perd de nouveau et se retrouve éliminé (un roi tombera sur la river). 
En 2016, il tente sa chance dans l'aventure ProDream 2016 organisé par le site PMU.FR afin de décrocher un contrat avec la salle. 
En 2017, il atteint pour la seconde fois la table finale du Main Event des WSOP. Il termine cette fois-ci à la 5e place et remporte 2 millions de dollars.
À la date de 2018, il est le 3e français en termes de gains, ayant remporté plus de 7 550 000 $ en tournois.